# Verrua Savoia
Verrua Savoia é uma comuna italiana da região do Piemonte, província de Turim, com cerca de 1.471 habitantes. Estende-se por uma área de 31 km², tendo uma densidade populacional de 47 hab/km². Faz fronteira com Crescentino (VC), Brusasco, Moncestino (AL), Villamiroglio (AL), Brozolo, Robella (AT), Odalengo Grande (AL).

## Demografia
| Variação demográfica do município entre 1861 e 2011                               |
|                                                                                   |
| Fonte: Istituto Nazionale di Statistica (ISTAT) - Elaboração gráfica da Wikipedia |